# Libérett'
Libérett' est un personnage transgenre créé par le dessinateur Copi pour le journal Libération en 1979.

## Histoire
Dotée d'une poitrine et d'un pénis, Libérett' est une femme trans et, selon un encart du journal publié dans Libération le jour de sa première apparition, « le premier personnage transsexuel de la bande dessinée ».
Dès le 27 juin 1979, date du premier dessin, Copi intervient presque quotidiennement dans les pages du quotidien et dessine Libérett' qui réagit à l'actualité en la tournant en dérision, dans un humour potache entremêlant le sexe et la politique. Il affecte notamment les pages consacrées aux petites annonces gratuites ouvertes aux homosexuels (« Chérie, je t'aime ») et aux détenus (« Spécial taulards »).
Ces dessins font rapidement scandale et choquent de nombreux lecteurs qui écrivent à la rédaction pour s'en plaindre. 
L'aventure tourne court, les dessins de Copi se font plus discrets dès le mois d'août 1979 et Libérett' apparaît pour la dernière fois dans les pages du journal, le 21 août 1979, à la une.

## Notoriété
Elle est présente dans l'exposition "L'Esprit français – Contre-cultures 1969-1989",  à la Maison rouge (Paris) en 2017 (Commissariat : Guillaume Désanges et François Piron).